# نیدرکپل
نیدرکپل (به آلمانی: Niederkappel) یک منطقهٔ مسکونی در اتریش است که در ناحیه رورباخ واقع شده‌است. نیدرکپل ۲۳ کیلومتر مربع مساحت دارد ۵۴۹ متر بالاتر از سطح دریا واقع شده‌است.